# Costa Rica aux Jeux olympiques d'hiver de 2006
Le Costa Rica est représenté par un athlète aux Jeux olympiques d'hiver de 2006 à Turin.

## Médailles
|            | Médaille d'or | Médaille d'argent | Médaille de bronze | Total |
| ---------- | ------------- | ----------------- | ------------------ | ----- |
| Costa Rica | 0             | 0                 | 0                  | 0     |

## Épreuves

### Ski de fond
- Arturo Kinch